# Kaposszentjakabi bencés apátság
A Kaposvár keleti városrészében található kaposszentjakabi bencés apátság egy védett műemlék, mely az egykori Győr nemzetség monostorának romjaiból áll.

## Története

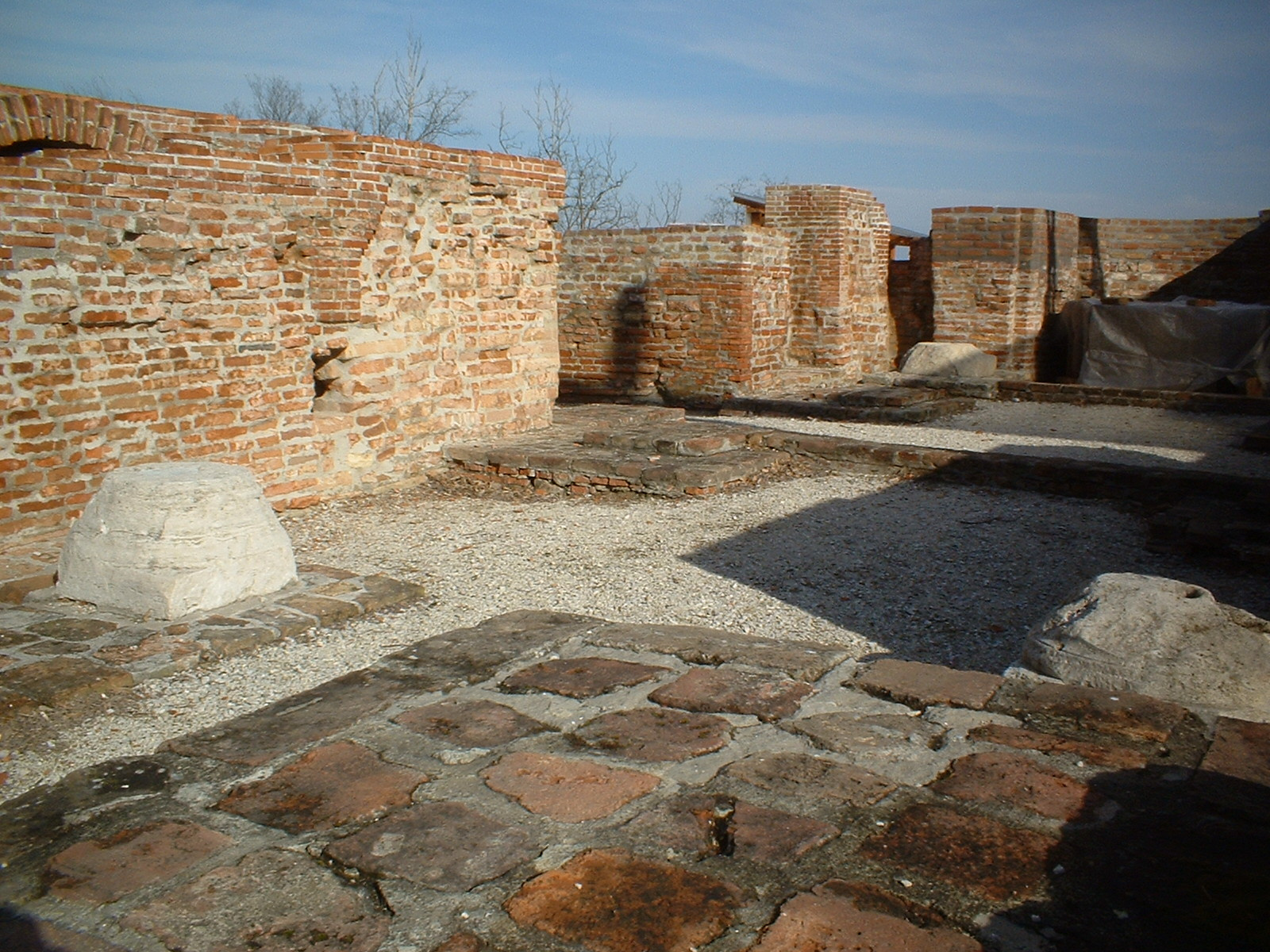
A romok közelebbről

A monostort egy 1432-ben íródott, másolatban megmaradt oklevél szerint 1061-ben alapították. Az alapító oklevél szerint Geur (Győr) fia, Atha (Ottó) somogyi ispán 1061-ben bencés monostort alapított a Szent Jakab-hegyen. Itt korábban is állt egy templom, amelyet a 7–9. század között építhettek, és amely erre az időre már romos volt. Ennek helyén építették fel az új templomot, melynek felszentelésén 1067-ben Salamon király és Géza herceg is részt vett. A monostor román stílusban épült. Az apátság helyén lévő korábbi település lakóit Atha ispán áttelepítette máshová. A későbbi átépítések során gótikus elemekkel bővült.

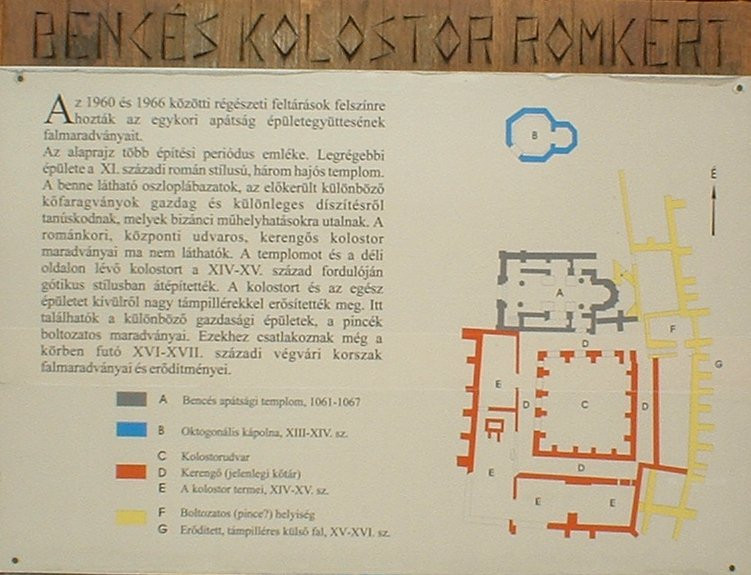
Szent Jakab apátság romjainak rajza

Az épületegyüttes feltárását 1960–1966 között Nagy Emese végezte. A kolostorépület műemlékvédelmi helyreállítása 1972-ben befejeződött be, azóta féltetős épület védi. Innen kerültek elő Somogy vármegye legkorábbi, 11. századi kőfaragványai (díszes oszlopfejezetek és lábazatok). Molnár István 2014-es ásatásai feltárták az eredeti, honfoglalást megelőző templomot is, amely Karoling korú stílusban épült, valamint a hozzá kapcsolódó településnyomok is erre utal.
A rom jelenleg a Rippl-Rónai Megyei Múzeum kezelésében áll. A terület 2001-es rendezése óta Kaposvár történelmi emlékhelyéül szolgál. Jelenleg nemcsak múzeumként, hanem kulturális központként működik: színházi esteket, kiállításokat rendeznek itt.